# Emilia Brodin
Emilia Elisabeth Brodin, född Appelqvist 11 februari 1990 i Uppsala, är en svensk fotbollsspelare (mittfältare) som spelar för Djurgårdens IF. Hon är gift med Daniel Brodin som spelar för Djurgårdens herrar i ishockey.

## Klubbkarriär
Emilia Brodin spelade under säsongerna 2012 och 2013 för Tyresö FF men valde mitt under säsongen att skriva på för Piteå IF då hon ansåg att hon fick för lite speltid juni 2013.
I december 2015 värvades hon av Djurgårdens IF.

## Landslagskarriär
Den 8 april 2016 gjorde hon sitt första mål för Svenska A-landslaget, då hon sköt 1-0 när Sverige besegrade Slovakien med 3-0 i Poprad under en kvalmatch till Europamästerskapet 2017 i Nederländerna.

## Meriter
- 11 st U17-landskamper
- 33 st U19-landskamper
- 10 st U23-landskamper
- Olympiskt silver 2016